# مسن أباد (مشهد ميقان)
مسن أباد (بالفارسية: مسن‌آباد) هي قرية تقع في إيران في قسم مشهد میقان الريفي. يقدر عدد سكانها بـ 130 نسمة بحسب إحصاء 2016.